# Oligostigma electrale
Oligostigma electrale là một loài bướm đêm trong họ Crambidae.